# Facklan (biograf, Göteborg)
För biografen Facklan i Stockholm, se Facklan (biograf, Stockholm).
Facklan var en biograf på Kungsgatan 15 i Göteborg som öppnade 30 augusti 1944 och stängde 8 juni 1961.
I byggnaden öppnade den 1 september 1905 biografen Göteborgs Kinematograf med 174 platser, ägd av AB Svensk Kinematograf. Från den 19 april 1909 stod Emil Olsson och J.A. Qvicklund som innehavare. Verksamheten upphörde 1918.
Intima Biografen öppnade här den 13 november 1918 till 20 maj 1922 samt igen den 10 september 1926 till 1944. Ägare var Biograf AB Maxim. Under perioden 1922-1926 hyrde skådespelerskan Viran Rydkvist lokalen och drev "Lilla Teatern."
År 1944 tog Emma Carlsson över som ägare och namnet byttes till Facklan. Först visades kortfilmer klockan 13–23, men redan ett par månader senare övergick man till vanlig långfilm. Den 1 februari 1945 såldes verksamheten till Carl Nelson på Royal Film.
Då biografen stängde 1961, öppnades en konfektionsaffär i bottenvåningen. Hela huset revs 1990, förutom fasaden mot Kungsgatan, och en ny byggnad uppfördes med den gamla fasaden som modell.